# جیانلوکا ویوان
جیانلوکا ویوان (انگلیسی: Gianluca Vivan؛ زادهٔ ۲۷ دسامبر ۱۹۸۳) بازیکن فوتبال اهل ایتالیا است.
از باشگاه‌هایی که در آن بازی کرده‌است می‌توان به باشگاه فوتبال یووه استابیا و باشگاه فوتبال بنونتو اشاره کرد.